# Sigrid Brahe
Sigrid Brahe, född 24 april 1568 på Rydboholms slott, död 25 augusti 1608 i Kraków, Polen, var en svensk grevinna och en av huvudpersonerna i det så kallade onsdagsbröllopet 1595.

## Biografi

### Uppväxt
Sigrid Brahe var dotter till riksdrotsen Per Brahe d.ä. och Beata Stenbock. Kung Johan III ska ha velat gifta sig med henne efter drottning Katarina Jagellonicas död 1583, men hans syskon satte sig emot planen, liksom varje annan giftermålsförbindelse med högadlen, och Johan III uppgav planen. Dock gifte han sig ändå med Gunilla Bielke 1585.

### Onsdagsbröllopet
Sigrid Brahe giftes i mars 1595 på Stegeborgs slott med amiralen, friherre Johan Nilsson Gyllenstierna. Detta var det så kallade onsdagsbröllopet, som tillhörde sin tids stora skandaler i Sverige. Vigseln arrangerades av prinsessan Anna Vasa och ägde rum utan parets familjers vetskap och tillstånd och bröt därmed enligt tidens sed om familjernas rättigheter.
Brahe var av sin familj bortlovad till Erik Bielke af Åkerö, son till Ture (Pedersson) Bielke, och skulle ingå ett arrangerat äktenskap på önskan av släkten, särskilt änkedrottning Gunilla Bielke. Brahe ville inte gifta sig med Bielke, som enligt skvallret då påstods lida av en könssjukdom han fått i Polen, och trolovningen hade skett mot hennes vilja. Hon var sedan länge förälskad i Gyllenstierna, och flydde till prinsessan Annas hov på Stegeborg och bad om dennas beskydd. Kort därefter anlände även Gyllenstierna. Genast befallde prinsessan att följande onsdag skulle gudstjänst hållas i slottskapellet. När alla var samlade framförde Sigismunds sändebud, Lindorm Bonde, Johan Gyllenstierna i koret och likaledes gjorde prinsessan Anna med Sigrid. När det unga paret stannat framför altaret, satte Anna en krans på Sigrids huvud, varpå prästen till de närvarandes stora förvåning sammanvigde henne med Johan Gyllenstierna.
Både Anna och paret mottog häftiga protester och Anna bad förgäves hertig Karl att beskydda paret mot Bielkefamiljen, som krävde Gyllenstiernas liv. Brahe och Gyllenstierna dömdes vid Söderköpings riksdag 1595, då Anna framgångsrikt kunde uppträda som medlare mellan familjerna, till ett års husarrest på sitt gods och två tusen riksdaler i böter: ett tusen åt de fattiga och ett tusen åt Bielkes familj.

## Eftermäle
En visa har uppkommit om händelsen: ”Herr Johan, han ligger vid sin unga frus sida; Herr Erik får gå utanföre och qvida.”